# امبارك الشامخ
امبارك عبد الله الشامخ: أمين اللجنة الشعبية العامة (رئيس الوزراء) في ليبيا (1 مارس 2000- 2003) مهندس. ولد في 15 مايو, 1952 واختير امين شئوون اللجان بامانة مؤتمر الشعب العام تم اختياره في آخر تصعيد امين مساعدللجنة الشعبية العامة (نائب رئيس الوزراء)و عام 2009 اختير امينا لمؤتمر الشعب العام (رئيس البرلمان) إلى 2010.

## المهام السابقة
- أمين اللجنة الشعبية العامة للمواصلات
- أمين اللجنة الشعبية العامة للإسكان والمرافق
- أمين اللجنة الشعبية لخليج سرت
- أمين اللجنة الشعبية العامة
- أمين مجلس التخطيط العام
- أمين اللجنة الشعبية لشعبية بنغازي
- أمين شؤون اللجان بمؤتمر الشعب العام
- أمين مساعد اللجنة الشعبية العامة
- أمين لمؤتمر الشعب العام